# Haxey
Haxey – wieś w Anglii, w hrabstwie ceremonialnym Lincolnshire, w dystrykcie (unitary authority) North Lincolnshire. Leży 35 km na północny zachód od Lincoln i 225 km na północ od Londynu.
W 2001 miejscowość liczyła 4359 mieszkańców.